# DS西村京太郎サスペンス 新探偵シリーズ「京都・熱海・絶海の孤島 殺意の罠」
『DS西村京太郎サスペンス 新探偵シリーズ「京都・熱海・絶海の孤島 殺意の罠」』（ディーエスにしむらきょうたろうサスペンス あらたたんていシリーズ きょうと・あたみ・ぜっかいのことう さついのわな）は、2007年10月11日にテクモから発売されたニンテンドーDS用ソフト。携帯電話端末向けに移植されており2008年に開設された「西村京太郎＆山村美紗サスペンス」にて配信。

## 解説
多くの作品がテレビの2時間ドラマ化されることで知名度が高い推理作家・西村京太郎が監修するテキストアドベンチャーゲームである。演出は2時間サスペンスドラマを意識しており、タイトルには「提供：TECMO」のクレジットが登場し、場面転換の際には「DS西村京太郎サスペンス」のロゴが効果音に合わせて輝くアイキャッチが挿入され、BGMもその手のドラマをイメージさせる「それっぽい」音楽となっている。
プレイはタッチスクリーンを使ったシンプルな操作方法を採用しており、子供から大人まで誰でも気軽に「本格サスペンス」が堪能出来る。事件の推理や解決には様々な場所へ足を運ぶ必要があるほか、推理の場面では選択肢が表示されるが、訪問する場所を間違えたり、推理の際に誤った選択肢を選んでも再度選べるようになっている（主要登場人物から叱られたり呆れられたり、犯人を含む事件の関係者から指摘されたり、時には睨まれるなど、誤った選択肢を選ばないと得られないセリフやアニメーションも多数存在する）ほか、誤った選択肢を選び続けると自動的に正解することもあるため、ゲームオーバーになることは無い。
ゲーム本編の長編ストーリーとは別に“West Village”と呼ばれる、ホームページにあるという設定の短編推理クイズが50問用意されており、本編と並行してプレイすることが可能である。
タイトルには「新探偵シリーズ」と記載されており「新しい」探偵のシリーズ物と思われがちだが、“新”は「しん」ではなく「あらた」であり、主人公の「新 一新（あらた いっしん）」のことを指している。

## 登場人物

### 共通
新 一新（あらた いっしん）
本作の主人公で35歳。身長177cm。以前は普通のサラリーマンだったが、3年前のある事件の調査中に父・賢新が殺されたショックで海外を3年間放浪。父と同じ探偵となることを決意して帰国した。
新 賢新（あらた けんしん）
一新の父で元刑事の凄腕探偵。3年前、ある事件の調査の途中で不可解な死を遂げる。享年52。
京 明日香（きょう あすか）
一新の幼馴染の28歳。身長162cm（ヒール入りで165cm）。賢新の助手を務めていたが、賢新の死と一新が日本を離れていた間に探偵を辞職し、京都の老舗旅館の仲居に転職した。京都を訪れた一新と偶然再会する。本作では激怒する姿が非常に多く描かれており、第一章だけは仲居のために着物姿だが第二章からは制服姿に変更されている。
県 誠之助（あがた せいのすけ）
賢新とは学生時代からの親友の元刑事。第二章から登場し、一新や明日香、警察関係者からは「ガタさん」と呼ばれている。ある事件をきっかけに現在は退職しているが、OBとして警察署に出入りする事もある。事件を調査する一新や明日香にアドバイスを送りつつ自身も別件の調査をするが、怒るととても怖い。
京太郎くん（きょうたろうくん）
原作者・西村の分身的キャラ。物語の一区切りごとに現れてはプレイヤーにアドバイスを送る。

### 第一章
曽根崎 良美（そねざき よしみ）
京都の老舗旅館「曽根崎亭」の女将。仲居時代の京明日香の上司にあたり、明日香曰く、仕事は厳しいがそれ以外はとても親身に接し、旅館内で悪く言う者はいないという。旅館の敷地内にある茶室で殺害されているのが見つかる。
小栗 慶子（おぐり けいこ）
京都の老舗旅館「曽根崎亭」の仲居。明日香の同僚であり後輩。
田代 敬三（たしろ けいぞう）
京都の老舗旅館「曽根崎亭」の内務。86歳。庭の手入れや布団の上げ下げ、その他雑用を担当するが明日香曰く「旅館の仕事が初めてだとは思えないほど仕事が早い」。ある人物と関わりがあり、旅館の過去について事情を隠している。
木村 武男（きむら たけお）
京都の老舗旅館「曽根崎亭」に20年以上勤務する板前。巨体で無口かつ視力が悪い。強面だがとても優しい人。
下山刑事（しもやまけいじ）
事件の捜査を担当する京都府警の刑事。

### 第二章
高石 稔（たかいし みのる）
熱海駅で勤務する駅員。奥野、榊、栗和田、長谷川とは同じ学校の同窓生。
奥野 奈緒子（おくの なおこ）
熱海駅で勤務する駅員。27歳。新幹線の爆弾事件当日に早退したのち行方不明となり、片桐のマンションの部屋で遺体となって見つかる。
榊 武弘（さかき たけひろ）
熱海市内にある旅館が実家の若者。高石や葵を気にかける。
栗和田 葵（くりわだ あおい）
熱海市内のアパートで暮らす女性。隣室に奈緒子が住んでいた。身体が弱く高石に面倒を見てもらっている。
長谷川 邦夫（はせがわ くにお）
2年前に熱海市内で水死した人物。保険金目的で殺害されたという噂もある。
窪田 佳代（くぼた かよ）
長谷川の元妻。保険金の受取人で、夫・邦夫の没後に長谷川家とは縁を切った。
畠 ウメ（はたけ うめ）
片桐が暮らすマンションの管理人の老婆。梅のデザインのエプロンが特徴。
片桐 健吾（かたぎり けんご）
静岡県警西熱海署の元刑事。滋賀出身。長谷川の水死事件の捜査を担当したが現在は退職し、東京・田園調布のマンションで暮らしている。
上山刑事（うえやまけいじ）
静岡県警西熱海署の刑事。片桐とは元同僚で、長谷川の水死事件の捜査にも関わっていた。警察学校時代の教官だった県誠之助曰く「真面目だがどうにもカタい」とのこと。

### 第三章
久我山 正二郎（くがやま しょうじろう）
久我山グループの傘下企業の一つである「クガヤマ化学」の社長。今回の事件の正式な依頼人。
野際 聖（のぎわ ひじり）
クガヤマ化学社長・久我山正二郎の秘書の女性。一新の探偵事務所を訪れ、明日香と共に事件の舞台となる島へ連れて行く。薬剤横領事件について極秘に調査していたがのちに殺害される。
筧 肇（かけい はじめ）
久我山グループの傘下企業の一つである「久我山建設」の社員（課長）。調査中の明日香に接近する。
寺内 晴信（てらうち はるのぶ）
久我山建設の社員（課長補佐）。筧の部下。筧と行動を共にするが、のちに実験室で拘束されたのち殺害される。
島崎 里美（しまざき さとみ）
クガヤマ化学の化学薬品研究室主任。普段は研究室にいるが一新に調査のアドバイスを送りながらビル内を1人で動く。
宮澤 芳樹（みやざわ よしき）
クガヤマ化学の化学薬品研究員。生真面目な性格。
仲村 慎也（なかむら しんや）
クガヤマ化学の元化学薬品研究室長。島崎・宮澤の上司。左足を負傷して以降は杖が欠かせない。爆薬の研究で功績をあげて室長に就任し、3年前の賢新殺害事件の夜から行方不明だったが実験室で遺体となって見つかる。
大須賀 正志（おおすが まさし）
クガヤマ化学の元化学薬品研究員。3年前に一新の父・賢新を殺害した容疑で公判中。裁判が翌日開かれる予定。
神田 幹子（かんだ みきこ）
クガヤマ化学の警備員。事件当夜が勤務だったため島に招集された。
中山刑事（なかやまけいじ）
事件を担当する刑事だが、現場の所在地が孤島のため事件解決時までは姿を見せない。県誠之助とは顔見知りの模様。

## ストーリー
第一章「四畳半の迷宮」
探偵だった父を3年前に亡くし、悲嘆の海外放浪の末に自らも探偵となって遺志を継ぐことを決意して帰国した一新。かつて父の助手を勤めていた幼馴染・明日香が京都の旅館で仲居をしている事を知った一新は連れ戻すために京都へ向かい、再会した明日香に復帰を直訴するも断られる。失意に言葉を失う一新の前に、明日香の同僚の仲居・小栗慶子が血まみれで女将の死を知らせてくる。一新らは急いで敷地内にある茶室へ向かうと、女将・曽根崎良美がボウガンの矢で殺されていた。一新は頼りないながらも明日香の力を借りながら調査を開始する。
第二章「愛憎の箱庭」
京都の事件が無事に解決し、東海道新幹線で帰京する一新と明日香だったが、乗車していた新幹線に爆弾が仕掛けられたとの通報があり熱海駅で緊急停車する。車内で偶然見かけた男の不審な様子が気になる一新は熱海駅で途中下車して行方を追うも、爆弾事件の犯人と疑われて連行される。賢新の親友で元刑事の県誠之助によって助けられた一新は、新幹線の車内で見かけた男が東京・田園調布のマンションに住んでいると知って向かうも、室内で女性の遺体を発見する。その女性は爆弾事件当日に熱海駅から行方不明になっていた駅員だった。東京と熱海をつなぐ一連の事件に一新が挑む。
第三章「壊れた相似形」
営業再開前の探偵事務所に奇妙な依頼人が訪れる。脅迫される形で明日香と共に絶海の孤島へ拉致された一新は、島に聳え立つビルを見て絶句する。そのビルは3年前、父・賢新が殺害されたビルの当時の姿をそのまま再現したものだった。一新らと同様に島に連れて来られた県と再会した一新は、賢新を殺害した犯人として裁判中の男・大須賀の無実を翌日までに証明してほしいとの依頼を不本意ながら引き受ける。しかしビル内では3年前とほぼ同様の状況で新たな殺人事件が発生し、県が犯人として拘束されてしまう。明日香とも喧嘩別れとなった一新は様々なトリックを見破り、無事に事件を解決することが出来るのか。

## スタッフ
- 原案・監修 - 西村京太郎
- プロデューサー - 設楽昌宏